# Neujahrskantate BWV Anhang 8
Der Neujahrskantate (BWV Anhang 8) ist eine verschollene Kantate von Johann Sebastian Bach, die er in Köthen komponierte und dort am 1. Januar 1723 aufführte. Der Text und die Musik dieser Bachkantate sind nicht erhalten; lediglich das Titelblatt des Textdruckes ist erhalten.